# 삼황오제
삼황오제(중국어: 三皇五帝, 병음: sānhuáng wǔdì)는 중국 신화에 등장하는 제왕들로 세 명의 황(皇)과 다섯 명의 제(帝)를 말한다. 이들 여덟 명의 제왕은 중국 문명의 시조로 추앙되며 근대 이전의 중국에서 신화가 아닌 역사로서 추앙되었다. 현대의 역사학계에서는 삼황오제 신화가 후대에 창조되고 부풀려진 신화이며, 역사적 사실이 아니라 판단하고 있다. 그러나 1990년대 이후부터 중국은 중화민족주의에 입각하여 국가 차원의 개입을 통해 삼황오제를 실존 인물로 격상하려 하는 움직임을 보이고 있어 학계의 우려를 낳고 있다.

## 역사
삼황오제 신화의 기본 틀이 되는 상고대 시조 설화의 원형은 상나라 무렵부터 이어져 왔다. 그리고 춘추 전국 시대에 제자백가가 각종 사상을 주창하고 제후들에게 유세하면서 삼황오제 신화가 창조되어 틀을 갖추어 나갔다. 오제 신화의 경우 음양오행설이 유행한 이후에 5명의 제왕이 신화로서 정립되기 시작한 것으로 보인다. 이렇게 후대에 재창조된 신화이기 때문에 삼황과 오제의 구성원은 제자백가의 주장에 따라 천차만별이다. 춘추 전국 시대에서 위진남북조 시대에 이르는 기간 동안 삼황오제 신화는 계속 재창조되었다.
삼황오제는 근대 이전의 중국에서 역사적 사실로 오랜 기간 추앙되었다. 특히 황제와 요, 순은 중국의 이상적인 성천자로 일컬어졌다. 그러나 청나라 말기 캉유웨이, 구제강 등이 주도한 의고학파(疑古學派)의 연구를 통해 삼황오제 기록의 역사성이 부정되고 종교적 영향으로 꾸며진 신화임이 판명되었다.
그러나 1990년대 이후 중국의 민족주의와 국가주의가 강화되면서 중국은 정부 차원에서 중국 역사의 기원을 상향 조정하고 신화 속 제왕들의 연대를 비정하는 등 삼황오제를 비롯한 신화 속의 인물들을 실존 인물이라 주장하는 각종 공정을 진행하고 있어 학계의 우려를 사고 있다.

## 삼황(三皇)
중국 역사상 삼황오제에 관한 설은 전국 시기에 이르러서야 나타나기 시작한다. 먼저 삼황에 대해서는 일반적으로 아래와 같이 7종의 설이 있다.
- 천황(天皇), 지황(地皇), 인황(人皇) : 《사기(史記)》 〈보삼황본기(補三皇本紀)〉에 인용된 《하도(河圖)》, 《삼오력(三五曆)》

- 천황, 지황, 태황(泰皇) : 《사기》 〈진시황본기(秦始皇本紀)〉

- 복희(伏羲), 여와(女媧), 신농(神農) : 《풍속통의(風俗通義)》 〈황패편(皇覇篇)〉

- 복희, 신농, 공공(共工) : 《통감외기(通鑒外紀)》

- 복희, 신농, 축융(祝融) : 《백호통(白虎通)》

- 수인(燧人), 복희, 신농 : 《풍속통의》 〈황패편〉에 인용된 《예위(禮緯)》 〈함문가(含文嘉)〉

- 복희, 신농, 황제(黃帝) : 《십팔사략》, 《제왕세기(帝王世紀)》와 손씨주(孫氏注) 《세본(世本)》

### 십팔사략에 나온 삼황
아래는 십팔사략에 나온 삼황에 대한 설명이다. 여기에서의 삼황은 태호 복희, 염제 신농, 황제 헌원을 말한다.
삼황은 맨 처음 세 명의 왕도 아니고, 연속적인 세 명의 왕이 아니다. 그들은 각각 인류 문명에 필요한 획기적인 발명을 통해 후세에 큰 모범이 되었기에 “삼황”(三皇)으로 불리게 된 것이다.
삼황의 첫 째인 복희는 태호(太昊 : 큰 하늘)라 불렸으며, 뱀 몸에 사람 머리를 하고 있으며, 사람들에게 처음으로 사냥법과 불을 활용하는 법을 가르쳤다.
복희의 뒤를 이어 몇 명의 왕이 자리를 잇다가, 두 번째 삼황인 신농의 시대가 왔다. 염제(炎帝 : 불꽃 임금)라고도 불린 신농은 사람 몸에 소의 머리를 가졌다. 그는 태양신이자 농업신으로 농경을 처음으로 가르쳤다. 또한, 태양이 높게 떠 있는 시간에는 사람들에게 상업을 가르쳤다고 한다.
염제 신농의 자리를 이은 것이 바로 황제 헌원(軒轅)이다. 헌원은 사람들에게 집짓는 법과 옷 짜는 법을 가르쳤으며, 수레를 발명했다. 글자 개념을 처음으로 도입해 천문과 역산을 시작하고, 의료술을 시작한 것도 황제였다. 어느 정도 사람들의 삶이 안정되자 황제는 태산(泰山)에 행차하여 천지 사방의 신을 모두 불러 모았다. 황제는 큰 코끼리가 끄는 보물로 된 수레를 탔으며, 황제의 위세를 본 신들은 그의 위력에 모두 고개를 숙였다.
그러나 천지 사방의 신 중, 황제에 따르지 않는 무리는 치우(蚩尤)를 따라 반란을 꾀했다. 치우는 눈이 넷, 손이 여섯이었으며, 구리로 된 머리와 쇠로 된 이마를 가지고 있었다. 쇠와 돌을 즐겨 먹는 신으로 자신의 72명의 형제와 함께 싸움에 매우 능한 것으로 알려져 있었다. 황제는 치우의 모반을 알자마자 군사를 모아 판천과 탁록에서 치우를 격파하였다. 치우는 부하인 풍백, 우사와 함께 저항했으나 결국 황제에게 항복했다.
치우의 난을 평정한 황제는 이후 별 탈 없이 지내다가 백 살 되던 때, 하늘에서 용이 내려와 황제가 하늘로 돌아가기를 간청했다. 많은 사람이 황제의 치세가 계속되기를 기원했지만, 황제는 중신들과 함께 용을 타고 승천하였고, 이후 황제의 다섯 자손(“오제”)이 세상을 다스렸다.

## 오제(五帝)
오제에 대해서는 일치하는 설이 없으며 주로 다섯가지로 요약된다.
- 복희(伏羲), 신농(神農), 황제(黃帝), 당요(唐堯), 우순(虞舜) : 《황왕대기(皇王大紀)》

- 황제(黃帝), 전욱(顓頊), 제곡(帝嚳), 당요(唐堯), 우순(虞舜) : 《세본(世本)》, 《대대례(大戴禮)》, 《사기》 〈오제본기〉

- 태고(太皋: 복희), 염제(炎帝: 신농), 황제(黃帝), 소고(少皋), 전욱(顓頊) : 《예기(禮記)》 〈월령(月令)〉

- 황제(黃帝), 소고(少皋), 제곡(帝嚳), 제지(帝摯), 제요(帝堯) : 《도장(道藏)》 〈동신부(同紳部)·보록류(譜錄類)·곤원성기(混元聖記)〉에 인용된 양무제(梁武帝)의 말

- 소호(少昊), 전욱(顓頊), 고신(高辛), 당요(唐堯), 우순(虞舜) : 《상서서(尙書序)》, 《제왕세기》, 《십팔사략》

### 십팔사략에 나온 오제
십팔사략에서 오제는 황제의 뒤를 이은 다섯 자손을 뜻하며, 소호 금천, 전욱 고양, 제곡 고신, 제요 도당, 제순 유우의 다섯 명이다. 뒤의 두 명을 따로 떼어 '성군'을 칭송할 때 관용적으로 쓰이는 요순임금이라고 부르기도 한다.
소호 금천(少昊 金天)은 황제의 아들로 황제가 승천한 후 왕위에 올랐다. 왕위에 오른 후 봉황이 날아들어 소호의 정치를 도왔다.
소호의 뒤를 이은 것은 전욱 고양(顓頊 高陽)으로, 전욱은 소호의 형의 아들이었다. 아직 반고의 천지 창조가 얼마 되지 않아 아직 하늘과 땅의 구별이 엄격하지 않았다. 전욱은 엄격한 법을 세워 하늘과 땅의 구별을 확실히 하고, 인간 세상에서도 주종관계, 남녀관계 등을 확실히 세웠다.
전욱의 뒤를 이은 것은 소호의 아들인 제곡 고신(帝嚳 高辛)이었다. 그는 음악의 신으로, 각종 악기와 음악을 만들어 백성들을 즐겁게 하였다.
- 제요와 제순에 관해서는 요와 순을 참조하십시오.

## 삼황오제의 동이설
삼황오제는 중국 신화 속의 대표적인 인물이지만, 이들을 동이(東夷)나 한민족으로 간주하는 주장이 있다. 삼황오제가 동이였다는 중국의 사료들이 일부 존재하며, 동이라는 존재를 모두 한민족으로 보는 역사관이 존재한다. 또한 20세기 이후에 쓰여진 《환단고기》와 같은 일부 서적에는 삼황오제 가운데 일부 혹은 전부를 동이나 한민족으로 서술하고 있다.
그러나 진(秦)나라 이전의 동이와 한(漢)나라 이후의 동이는 같은 존재가 아니며, 한민족이 속해 있는 동이는 한나라 이후의 동이이기 때문에 진나라 이전의 동이에 해당하는 삼황오제의 동이 여부와 한민족은 큰 관련이 없다고 보는 것이 일반적이다. 또한 《환단고기》와 같은 서적은 위서로 판별되어 역사적 가치가 없어 삼황오제 동이설의 근거가 될 수 없다.
한편 《삼국사기》를 비롯한 일부 기록에서 신라 및 가야의 왕족이 소호 금천씨를 선조로 기록한 것이 나타나며, 고구려 왕족 역시 제곡 고신씨 또는 전욱 고양씨를 조상으로 서술하고 있다. 이와 같은 서술은 왕족의 혈통을 신성시하기 위해 고대의 전설적인 제왕 또는 유명한 위인들을 일부 유사성을 근거로 하여 시조로 삼는 것으로 해석되므로 사실로 보기 어렵다.

## 관련 역사서
- 국어
- 당우지도(唐虞之道)
- 대재예기(大載禮記)
- 사기
- 사기정의
- 백호통의(白虎通義)
- 삼토경(三統經)
- 서경
- 세경(世經)
- 습유기
- 여씨춘추
- 역경
- 예기
- 자치통감외기(資治通鑑外紀)
- 전국책
- 춘추
- 태평기
- 태평어람
- 회남자

## 같이 보기
- 중국 신화
- 시대
  - 선사 시대
  - 석기 시대
    - 신석기 시대
      - 중국의 신석기 문화 목록

  - 고대
- 문명
  - 장강 문명
  - 황하 문명
- 종교
  - 도교

## 참고 문헌 및 링크
- 사마천, 《사기》「오제본기」, 중국 한나라
- 《사기》「오제본기」(원문)[깨진 링크(과거 내용 찾기)]
- 《사기》「삼황본기」(원문) ((보사기))
- 중국의 어제와 오늘: 삼황오제 보관됨 2006-02-07 - 웨이백 머신